# NBA Playoffs 1962
Gli NBA Playoffs 1962 si conclusero con la vittoria dei Boston Celtics (campioni della Eastern Division) che sconfissero i campioni della Western Division, i Los Angeles Lakers.

## Squadre qualificate

### Eastern Division
1. Boston Celtics
2. Philad. Warriors
3. Syracuse Nationals

### Western Division
1. L.A. Lakers
2. Cincinnati Royals
3. Detroit Pistons

## Tabellone
|  | Semifinali di Division | Semifinali di Division | Semifinali di Division |                  |               | Finali di Division | Finali di Division | Finali di Division |  |  | Finali NBA | Finali NBA | Finali NBA |  |
|  |                        |                        |                        |                  |               |                    |                    |                    |  |  |            |            |            |  |
|  |                        |                        |                        |                  |               | 1                  | L.A. Lakers *      | 4                  |  |  |            |            |            |  |
|  |                        |                        |                        |                  |               | 1                  | L.A. Lakers *      | 4                  |  |  |            |            |            |  |
|  |                        |                        | 3                      | Detroit Pistons  | 2             |                    |                    |                    |  |  |            |            |            |  |
|  | 3                      | Detroit Pistons        | 3                      | Detroit Pistons  | 2             | 3                  |                    |                    |  |  |            |            |            |  |
|  | 3                      | Detroit Pistons        |                        |                  |               |                    |                    |                    |  |  |            |            |            |  |
|  | 2                      | Cincinnati Royals      | 1                      |                  |               |                    |                    |                    |  |  |            |            |            |  |
|  | 2                      | Cincinnati Royals      | 1                      |                  | L.A. Lakers * | L.A. Lakers *      | 3                  |                    |  |  |            |            |            |  |
|  |                        |                        |                        |                  |               |                    |                    |                    |  |  |            |            |            |  |
|  |                        |                        | Boston Celtics *       | Boston Celtics * | 4             |                    |                    |                    |  |  |            |            |            |  |
|  |                        |                        |                        | Boston Celtics * | 4             |                    |                    |                    |  |  |            |            |            |  |
|  |                        |                        |                        |                  |               |                    |                    |                    |  |  |            |            |            |  |
|  |                        |                        |                        |                  |               |                    |                    |                    |  |  |            |            |            |  |
|  |                        | 1                      | Boston Celtics *       | 4                |               |                    |                    |                    |  |  |            |            |            |  |
|  |                        |                        |                        | 4                |               |                    |                    |                    |  |  |            |            |            |  |
|  |                        |                        | 2                      | Philad. Warriors | 3             |                    |                    |                    |  |  |            |            |            |  |
|  | 3                      | Syracuse Nationals     | 2                      | Philad. Warriors | 3             | 2                  |                    |                    |  |  |            |            |            |  |
|  | 3                      | Syracuse Nationals     |                        |                  |               |                    |                    |                    |  |  |            |            |            |  |
|  | 2                      | Philad. Warriors       | 3                      |                  |               |                    |                    |                    |  |  |            |            |            |  |

Legenda
- * Vincitore Division
- "Grassetto" Vincitore serie
- "Corsivo" Squadra con fattore campo

## Eastern Division

### Semifinali

#### (2) Philadelphia Warriors - (3) Syracuse Nationals
RISULTATO FINALE: 3-2
| Filadelfia 16 marzo 1962 Gara 1                                                                                       | Philad. Warriors | 110 – 103 (26-21, 29-22, 35-28, 20-32) referto | Syracuse Nationals | Philadelphia Civic Center (6.937 spett.) |
| P. Arizin 43 Punti L. Costello 23 G. Rodgers 8 Assist A. Bianchi , L. Shaffer 4 W. Chamberlain 25 Rimbalzi R. Kerr 15 |                  |                                                |                    |                                          |
| |                  |                                                |                    |                                          |
| P. Arizin 43 | Punti            | L. Costello 23                                 |                    |                                          |
| G. Rodgers 8 | Assist           | A. Bianchi, L. Shaffer 4                       |                    |                                          |
| W. Chamberlain 25 | Rimbalzi         | R. Kerr 15                                     |                    |                                          |

| Syracuse 18 marzo 1962 Gara 2                                                                                     | Syracuse Nationals | 82 – 97 (27-26, 16-28, 18-22, 21-21) referto | Philad. Warriors | Onondaga War Memorial (5.250 spett.) |
| R. Kerr 18 Punti W. Chamberlain 28 L. Costello 5 Assist W. Chamberlain 4 L. Shaffer 13 Rimbalzi W. Chamberlain 26 |                    |                                              |                  |                                      |
| |                    |                                              |                  |                                      |
| R. Kerr 18 | Punti              | W. Chamberlain 28                            |                  |                                      |
| L. Costello 5 | Assist             | W. Chamberlain 4                             |                  |                                      |
| L. Shaffer 13 | Rimbalzi           | W. Chamberlain 26                            |                  |                                      |

| Filadelfia 19 marzo 1962 Gara 3                                                                                | Philad. Warriors | 100 – 101 (27-27, 35-34, 24-19, 14-21) referto | Syracuse Nationals | Philadelphia Civic Center (5.328 spett.) |
| W. Chamberlain 40 Punti L. Shaffer 30 G. Rodgers 9 Assist L. Costello 10 W. Chamberlain 25 Rimbalzi R. Kerr 16 |                  |                                                |                    |                                          |
| |                  |                                                |                    |                                          |
| W. Chamberlain 40                                                                                              | Punti            | L. Shaffer 30                                  |                    |                                          |
| G. Rodgers 9                                                                                                   | Assist           | L. Costello 10                                 |                    |                                          |
| W. Chamberlain 25                                                                                              | Rimbalzi         | R. Kerr 16                                     |                    |                                          |

| Syracuse 20 marzo 1962 Gara 4                                                                              | Syracuse Nationals | 106 – 99 (30-24, 28-24, 25-24, 23-27) referto | Philad. Warriors | Onondaga War Memorial |
| R. Kerr 27 Punti W. Chamberlain 29 L. Costello 7 Assist G. Rodgers 7 R. Kerr 22 Rimbalzi W. Chamberlain 20 |                    |                                               |                  |                       |
| |                    |                                               |                  |                       |
| R. Kerr 27                                                                                                 | Punti              | W. Chamberlain 29                             |                  |                       |
| L. Costello 7                                                                                              | Assist             | G. Rodgers 7                                  |                  |                       |
| R. Kerr 22                                                                                                 | Rimbalzi           | W. Chamberlain 20                             |                  |                       |

| Filadelfia 22 marzo 1962 Gara 5                                                                               | Philad. Warriors | 121 – 104 (35-28, 24-29, 31-20, 31-27) referto | Syracuse Nationals | Philadelphia Civic Center (7.829 spett.) |
| W. Chamberlain 56 Punti L. Shaffer 30 G. Rodgers 10 Assist A. Bianchi 5 W. Chamberlain 35 Rimbalzi R. Kerr 15 |                  |                                                |                    |                                          |
| |                  |                                                |                    |                                          |
| W. Chamberlain 56                                                                                             | Punti            | L. Shaffer 30                                  |                    |                                          |
| G. Rodgers 10                                                                                                 | Assist           | A. Bianchi 5                                   |                    |                                          |
| W. Chamberlain 35                                                                                             | Rimbalzi         | R. Kerr 15                                     |                    |                                          |

PRECEDENTI IN REGULAR SEASON
| Regular Season 1961-62 | Philad. Warriors | 6 – 6 | Syracuse Nationals | Referto 1 - Referto 2 - Referto 3 - Referto 4, Referto 5 - Referto 6, Referto 7 - Referto 8 - Referto 9 - Referto 10 - Referto 11 - Referto 12 |
| Philadelphia Warriors 122 Syracuse Nationals 115 Philadelphia Warriors 151 Syracuse Nationals 148 Philadelphia Warriors 136 Philadelphia Warriors 118 Philadelphia Warriors 120 (1 t.s.) Philadelphia Warriors 139 Syracuse Nationals 134 Philadelphia Warriors 128 Syracuse Nationals 150 Syracuse Nationals 148 Punti 126 Syracuse Nationals 119 Philadelphia Warriors 108 Syracuse Nationals 130 Philadelphia Warriors 125 Syracuse Nationals 111 Syracuse Nationals 129 Syracuse Nationals 132 Syracuse Nationals 112 Philadelphia Warriors 117 Syracuse Nationals 109 Philadelphia Warriors 130 Philadelphia Warriors |                  | |                    | |
| |                  | |                    | |
| Philadelphia Warriors 122 Syracuse Nationals 115 Philadelphia Warriors 151 Syracuse Nationals 148 Philadelphia Warriors 136 Philadelphia Warriors 118 Philadelphia Warriors 120 (1 t.s.) Philadelphia Warriors 139 Syracuse Nationals 134 Philadelphia Warriors 128 Syracuse Nationals 150 Syracuse Nationals 148 | Punti            | 126 Syracuse Nationals 119 Philadelphia Warriors 108 Syracuse Nationals 130 Philadelphia Warriors 125 Syracuse Nationals 111 Syracuse Nationals 129 Syracuse Nationals 132 Syracuse Nationals 112 Philadelphia Warriors 117 Syracuse Nationals 109 Philadelphia Warriors 130 Philadelphia Warriors |                    | |

PRECEDENTI NEI PLAYOFF
|  | Philad. Warriors (1956, 1958, 1960) | 3 – 5 | Syracuse Nationals (1950, 1951, 1952, 1957, 1961) |  |

### Finale

#### (1) Boston Celtics - (2) Philadelphia Warriors
RISULTATO FINALE: 4-3
| Boston 24 marzo 1962 Gara 1                                                                                                 | Boston Celtics | 117 – 89 (24-15, 26-20, 36-29, 31-25) referto | Philad. Warriors | Boston Garden (10.274 spett.) |
| S. Jones 20 Punti W. Chamberlain 33 B. Cousy 8 Assist P. Arizin , W. Chamberlain 3 B. Russell 30 Rimbalzi W. Chamberlain 31 |                |                                               |                  |                               |
| |                |                                               |                  |                               |
| S. Jones 20 | Punti          | W. Chamberlain 33                             |                  |                               |
| B. Cousy 8 | Assist         | P. Arizin, W. Chamberlain 3                   |                  |                               |
| B. Russell 30 | Rimbalzi       | W. Chamberlain 31                             |                  |                               |

| Filadelfia 27 marzo 1962 Gara 2                                                                                   | Philad. Warriors | 113 – 106 (27-26, 22-34, 30-25, 34-21) referto | Boston Celtics | Philadelphia Civic Center |
| W. Chamberlain 42 Punti T. Heinsohn 24 G. Rodgers 10 Assist B. Russell 6 W. Chamberlain 37 Rimbalzi B. Russell 20 |                  |                                                |                |                           |
| |                  |                                                |                |                           |
| W. Chamberlain 42                                                                                                 | Punti            | T. Heinsohn 24                                 |                |                           |
| G. Rodgers 10 | Assist           | B. Russell 6                                   |                |                           |
| W. Chamberlain 37                                                                                                 | Rimbalzi         | B. Russell 20                                  |                |                           |

| Boston 28 marzo 1962 Gara 3 | Boston Celtics | 129 – 114 (35-29, 41-26, 33-26, 20-33) referto | Philad. Warriors | Boston Garden |
| B. Russell , T. Heinsohn 31 Punti W. Chamberlain 35 B. Cousy 10 Assist W. Chamberlain 6 B. Russell 31 Rimbalzi W. Chamberlain 29 |                |                                                |                  |               |
| |                |                                                |                  |               |
| B. Russell, T. Heinsohn 31 | Punti          | W. Chamberlain 35                              |                  |               |
| B. Cousy 10 | Assist         | W. Chamberlain 6                               |                  |               |
| B. Russell 31 | Rimbalzi       | W. Chamberlain 29                              |                  |               |

| Filadelfia 31 marzo 1962 Gara 4                                                                                 | Philad. Warriors | 110 – 106 (23-25, 32-29, 23-23, 32-29) referto | Boston Celtics | Philadelphia Civic Center |
| W. Chamberlain 41 Punti B. Russell 31 G. Rodgers 10 Assist B. Cousy 10 W. Chamberlain 34 Rimbalzi B. Russell 30 |                  |                                                |                |                           |
| |                  |                                                |                |                           |
| W. Chamberlain 41                                                                                               | Punti            | B. Russell 31                                  |                |                           |
| G. Rodgers 10                                                                                                   | Assist           | B. Cousy 10                                    |                |                           |
| W. Chamberlain 34                                                                                               | Rimbalzi         | B. Russell 30                                  |                |                           |

| Boston 1 aprile 1962 Gara 5                                                                                                | Boston Celtics | 119 – 104 (36-26, 36-23, 18-19, 29-36) referto | Philad. Warriors | Boston Garden |
| B. Russell 29 Punti W. Chamberlain 30 B. Russell , S. Jones 7 Assist G. Rodgers 9 B. Russell 26 Rimbalzi W. Chamberlain 14 |                |                                                |                  |               |
| |                |                                                |                  |               |
| B. Russell 29 | Punti          | W. Chamberlain 30                              |                  |               |
| B. Russell, S. Jones 7 | Assist         | G. Rodgers 9                                   |                  |               |
| B. Russell 26 | Rimbalzi       | W. Chamberlain 14                              |                  |               |

| Filadelfia 3 aprile 1962 Gara 6                                                                                             | Philad. Warriors | 109 – 99 (34-22, 28-30, 25-26, 22-21) referto | Boston Celtics | Philadelphia Civic Center |
| W. Chamberlain 32 Punti B. Cousy , T. Heinsohn 22 G. Rodgers 10 Assist B. Cousy 12 W. Chamberlain 21 Rimbalzi B. Russell 22 |                  |                                               |                |                           |
| |                  |                                               |                |                           |
| W. Chamberlain 32 | Punti            | B. Cousy, T. Heinsohn 22                      |                |                           |
| G. Rodgers 10 | Assist           | B. Cousy 12                                   |                |                           |
| W. Chamberlain 21 | Rimbalzi         | B. Russell 22                                 |                |                           |

| Boston 5 aprile 1962 Gara 7                                                                                 | Boston Celtics | 109 – 107 (34-23, 18-33, 28-25, 29-26) referto | Philad. Warriors | Boston Garden |
| S. Jones 28 Punti T. Meschery 32 K.C. Jones 10 Assist G. Rodgers 8 B. Russell 22 Rimbalzi W. Chamberlain 22 |                |                                                |                  |               |
| |                |                                                |                  |               |
| S. Jones 28                                                                                                 | Punti          | T. Meschery 32                                 |                  |               |
| K.C. Jones 10                                                                                               | Assist         | G. Rodgers 8                                   |                  |               |
| B. Russell 22                                                                                               | Rimbalzi       | W. Chamberlain 22                              |                  |               |

PRECEDENTI IN REGULAR SEASON
| Regular Season 1961-62 | Boston Celtics | 8 – 4 | Philad. Warriors | Referto 1 - Referto 2 - Referto 3 - Referto 4, Referto 5 - Referto 6, Referto 7 - Referto 8 - Referto 9 - Referto 10 - Referto 11 - Referto 12 |
| Philadelphia Warriors 98 Boston Celtics 128 Philadelphia Warriors 106 Boston Celtics 123 Philadelphia Warriors 111 Boston Celtics 145 Philadelphia Warriors 131 Boston Celtics 129 Boston Celtics 124 Philadelphia Warriors 107 Philadelphia Warriors 86 Boston Celtics 153 Punti 112 Boston Celtics 125 Philadelphia Warriors 119 Boston Celtics 113 Philadelphia Warriors 116 Boston Celtics (1 t.s.) 136 Philadelphia Warriors 106 Boston Celtics 133 Philadelphia Warriors (1 t.s.) 126 Philadelphia Warriors 106 Boston Celtics 109 Boston Celtics 102 Philadelphia Warriors |                | |                  | |
| |                | |                  | |
| Philadelphia Warriors 98 Boston Celtics 128 Philadelphia Warriors 106 Boston Celtics 123 Philadelphia Warriors 111 Boston Celtics 145 Philadelphia Warriors 131 Boston Celtics 129 Boston Celtics 124 Philadelphia Warriors 107 Philadelphia Warriors 86 Boston Celtics 153 | Punti          | 112 Boston Celtics 125 Philadelphia Warriors 119 Boston Celtics 113 Philadelphia Warriors 116 Boston Celtics (1 t.s.) 136 Philadelphia Warriors 106 Boston Celtics 133 Philadelphia Warriors (1 t.s.) 126 Philadelphia Warriors 106 Boston Celtics 109 Boston Celtics 102 Philadelphia Warriors |                  | |

PRECEDENTI NEI PLAYOFF
|  | Boston Celtics (1958, 1960) | 2 – 0 | Philad. Warriors |  |

## Western Division

### Semifinali

#### (2) Detroit Pistons - (3) Cincinnati Royals
RISULTATO FINALE: 3-1
| Detroit 16 marzo 1962 Gara 1                                           | Detroit Pistons | 123 – 122 (32-29, 27-29, 34-31, 30-33) referto | Cincinnati Royals | Cobo Arena |
| R. Scott 34 Punti B. Bockhorn , O. Robertson 24 Assist O. Robertson 13 |                 |                                                |                   |            |
|                                                                        |                 |                                                |                   |            |
| R. Scott 34                                                            | Punti           | B. Bockhorn, O. Robertson 24                   |                   |            |
|                                                                        | Assist          | O. Robertson 13                                |                   |            |

| Cincinnati 17 marzo 1962 Gara 2                                                                    | Cincinnati Royals | 129 – 107 (31-25, 31-24, 30-29, 37-29) referto | Detroit Pistons | Cincinnati Gardens |
| O. Robertson 33 Punti D. Ohl , G. Shue 18 O. Robertson 15 Assist B. Boozer 16 Rimbalzi R. Scott 11 |                   |                                                |                 |                    |
| |                   |                                                |                 |                    |
| O. Robertson 33                                                                                    | Punti             | D. Ohl, G. Shue 18                             |                 |                    |
| O. Robertson 15                                                                                    | Assist            |                                                |                 |                    |
| B. Boozer 16                                                                                       | Rimbalzi          | R. Scott 11                                    |                 |                    |

| Detroit 18 marzo 1962 Gara 3                                                              | Detroit Pistons | 118 – 107 (19-25, 29-24, 39-32, 31-26) referto | Cincinnati Royals | Cobo Arena |
| B. Howell 27 Punti O. Robertson 26 Assist O. Robertson 7 R. Scott 26 Rimbalzi W. Embry 16 |                 |                                                |                   |            |
|                                                                                           |                 |                                                |                   |            |
| B. Howell 27                                                                              | Punti           | O. Robertson 26                                |                   |            |
|                                                                                           | Assist          | O. Robertson 7                                 |                   |            |
| R. Scott 26                                                                               | Rimbalzi        | W. Embry 16                                    |                   |            |

| Cincinnati 20 marzo 1962 Gara 4                                                                                              | Cincinnati Royals | 111 – 112 (21-27, 34-36, 24-22, 32-27) referto | Detroit Pistons | Cincinnati Gardens |
| O. Robertson 32 Punti D. Ohl 33 O. Robertson 9 Assist R. Scott 6 O. Robertson , W. Embry 11 Rimbalzi B. Howell , W. Dukes 13 |                   |                                                |                 |                    |
| |                   |                                                |                 |                    |
| O. Robertson 32 | Punti             | D. Ohl 33                                      |                 |                    |
| O. Robertson 9 | Assist            | R. Scott 6                                     |                 |                    |
| O. Robertson, W. Embry 11 | Rimbalzi          | B. Howell, W. Dukes 13                         |                 |                    |

PRECEDENTI IN REGULAR SEASON
| Regular Season 1961-62 | Detroit Pistons | 6 – 6 | Cincinnati Royals | Referto 1 - Referto 2 - Referto 3 - Referto 4, Referto 5 - Referto 6, Referto 7 - Referto 8 - Referto 9 - Referto 10 - Referto 11 - Referto 12 |
| Detroit Pistons 112 Cincinnati Royals 103 Detroit Pistons 110 Detroit Pistons 134 Cincinnati Royals 116 Detroit Pistons 112 Detroit Pistons 106 Cincinnati Royals 118 Detroit Pistons 113 Cincinnati Royals 113 Detroit Pistons 120 Detroit Pistons 112 Punti 128 Cincinnati Royals 107 Detroit Pistons 121 Cincinnati Royals 125 Cincinnati Royals 131 Detroit Pistons 119 Cincinnati Royals 115 Cincinnati Royals 119 Detroit Pistons 107 Cincinnati Royals 123 Detroit Pistons 134 Cincinnati Royals 120 Cincinnati Royals |                 | |                   | |
| |                 | |                   | |
| Detroit Pistons 112 Cincinnati Royals 103 Detroit Pistons 110 Detroit Pistons 134 Cincinnati Royals 116 Detroit Pistons 112 Detroit Pistons 106 Cincinnati Royals 118 Detroit Pistons 113 Cincinnati Royals 113 Detroit Pistons 120 Detroit Pistons 112 | Punti           | 128 Cincinnati Royals 107 Detroit Pistons 121 Cincinnati Royals 125 Cincinnati Royals 131 Detroit Pistons 119 Cincinnati Royals 115 Cincinnati Royals 119 Detroit Pistons 107 Cincinnati Royals 123 Detroit Pistons 134 Cincinnati Royals 120 Cincinnati Royals |                   | |

PRECEDENTI NEI PLAYOFF
|  | Detroit Pistons (1950, 1953, 1958) | 3 – 3 | Cincinnati Royals (1951, 1952, 1954) |  |

### Finale

#### (1) Los Angeles Lakers - (2) Detroit Pistons
RISULTATO FINALE: 4-2
| Los Angeles 24 marzo 1962 Gara 1                                                     | L.A. Lakers | 132 – 108 (28-27, 39-31, 32-30, 33-20) referto | Detroit Pistons | Los Angeles Memorial Sports Arena |
| E. Baylor 35 Punti B. Howell 27 F. Selvy 10 Assist E. Baylor 17 Rimbalzi W. Dukes 12 |             |                                                |                 |                                   |
|                                                                                      |             |                                                |                 |                                   |
| E. Baylor 35                                                                         | Punti       | B. Howell 27                                   |                 |                                   |
| F. Selvy 10                                                                          | Assist      |                                                |                 |                                   |
| E. Baylor 17                                                                         | Rimbalzi    | W. Dukes 12                                    |                 |                                   |

| Los Angeles 25 marzo 1962 Gara 2                                                           | L.A. Lakers | 127 – 112 (29-24, 32-24, 38-35, 28-29) referto | Detroit Pistons | Los Angeles Memorial Sports Arena |
| J. West 40 Punti D. Ohl 33 F. Selvy 13 Assist E. Baylor , J. West 13 Rimbalzi B. Howell 13 |             |                                                |                 |                                   |
|                                                                                            |             |                                                |                 |                                   |
| J. West 40                                                                                 | Punti       | D. Ohl 33                                      |                 |                                   |
| F. Selvy 13                                                                                | Assist      |                                                |                 |                                   |
| E. Baylor, J. West 13                                                                      | Rimbalzi    | B. Howell 13                                   |                 |                                   |

| Detroit 27 marzo 1962 Gara 3                                    | Detroit Pistons | 106 – 111 (24-35, 29-26, 27-26, 26-24) referto | L.A. Lakers | Cobo Arena |
| G. Shue 26 Punti E. Baylor 34 W. Dukes 25 Rimbalzi E. Baylor 17 |                 |                                                |             |            |
|                                                                 |                 |                                                |             |            |
| G. Shue 26                                                      | Punti           | E. Baylor 34                                   |             |            |
| W. Dukes 25                                                     | Rimbalzi        | E. Baylor 17                                   |             |            |

| Detroit 29 marzo 1962 Gara 4                                      | Detroit Pistons | 118 – 117 (29-23, 35-36, 27-27, 27-31) referto | L.A. Lakers | Cobo Arena |
| B. Howell 24 Punti E. Baylor 45 R. Scott 23 Rimbalzi E. Baylor 17 |                 |                                                |             |            |
|                                                                   |                 |                                                |             |            |
| B. Howell 24                                                      | Punti           | E. Baylor 45                                   |             |            |
| R. Scott 23                                                       | Rimbalzi        | E. Baylor 17                                   |             |            |

| Los Angeles 31 marzo 1962 Gara 5                                 | L.A. Lakers | 125 – 132 (19-30, 33-38, 22-34, 51-30) referto | Detroit Pistons | Los Angeles Memorial Sports Arena |
| E. Baylor 37 Punti W. Jones 27 E. Baylor 19 Rimbalzi R. Scott 13 |             |                                                |                 |                                   |
|                                                                  |             |                                                |                 |                                   |
| E. Baylor 37                                                     | Punti       | W. Jones 27                                    |                 |                                   |
| E. Baylor 19                                                     | Rimbalzi    | R. Scott 13                                    |                 |                                   |

| Detroit 3 aprile 1962 Gara 6                                   | Detroit Pistons | 117 – 123 (27-31, 18-33, 39-33, 33-26) referto | L.A. Lakers | Cobo Arena |
| R. Scott 22 Punti E. Baylor , J. West 38 Rimbalzi E. Baylor 22 |                 |                                                |             |            |
|                                                                |                 |                                                |             |            |
| R. Scott 22                                                    | Punti           | E. Baylor, J. West 38                          |             |            |
|                                                                | Rimbalzi        | E. Baylor 22                                   |             |            |

PRECEDENTI IN REGULAR SEASON
| Regular Season 1961-62 | L.A. Lakers | 8 – 4 | Detroit Pistons | Referto 1 - Referto 2 - Referto 3 - Referto 4, Referto 5 - Referto 6, Referto 7 - Referto 8 - Referto 9 - Referto 10 - Referto 11 - Referto 12 |
| Detroit Pistons 116 Los Angeles Lakers 128 Los Angeles Lakers 135 Detroit Pistons 108 Detroit Pistons 104 Detroit Pistons 107 Detroit Pistons 116 Detroit Pistons 118 Detroit Pistons 122 Detroit Pistons 127 Los Angeles Lakers 128 Los Angeles Lakers 107 Punti 120 Los Angeles Lakers 118 Detroit Pistons 126 Detroit Pistons 102 Los Angeles Lakers 103 Los Angeles Lakers 114 Los Angeles Lakers 122 Los Angeles Lakers 108 Los Angeles Lakers 123 Los Angeles Lakers (1 t.s.) 121 Los Angeles Lakers 99 Detroit Pistons 100 Detroit Pistons |             | |                 | |
| |             | |                 | |
| Detroit Pistons 116 Los Angeles Lakers 128 Los Angeles Lakers 135 Detroit Pistons 108 Detroit Pistons 104 Detroit Pistons 107 Detroit Pistons 116 Detroit Pistons 118 Detroit Pistons 122 Detroit Pistons 127 Los Angeles Lakers 128 Los Angeles Lakers 107 | Punti       | 120 Los Angeles Lakers 118 Detroit Pistons 126 Detroit Pistons 102 Los Angeles Lakers 103 Los Angeles Lakers 114 Los Angeles Lakers 122 Los Angeles Lakers 108 Los Angeles Lakers 123 Los Angeles Lakers (1 t.s.) 121 Los Angeles Lakers 99 Detroit Pistons 100 Detroit Pistons |                 | |

PRECEDENTI NEI PLAYOFF
|  | L.A. Lakers (1950, 1953, 1954, 1957, 1959, 1960, 1961) | 7 – 1 | Detroit Pistons (1955) |  |

## NBA Finals 1962

### Boston Celtics - Los Angeles Lakers
RISULTATO FINALE
|  | Boston Celtics | 4 – 3 | L.A. Lakers |  |

PRECEDENTI IN REGULAR SEASON
| Regular Season 1961-62 | Boston Celtics | 6 – 3 | L.A. Lakers | Referto 1 - Referto 2 - Referto 3 - Referto 4, Referto 5 - Referto 6, Referto 7 - Referto 8 - Referto 9 |
| Boston Celtics 101 Los Angeles Lakers 104 Boston Celtics 129 Los Angeles Lakers 95 Boston Celtics 118 Boston Celtics 130 Los Angeles Lakers 125 Los Angeles Lakers 96 Boston Celtics 119 Punti 103 Los Angeles Lakers 101 Boston Celtics 117 Los Angeles Lakers 118 Boston Celtics 103 Los Angeles Lakers 115 Los Angeles Lakers 99 Boston Celtics 115 Boston Celtics 105 Los Angeles Lakers |                | |             | |
| |                | |             | |
| Boston Celtics 101 Los Angeles Lakers 104 Boston Celtics 129 Los Angeles Lakers 95 Boston Celtics 118 Boston Celtics 130 Los Angeles Lakers 125 Los Angeles Lakers 96 Boston Celtics 119 | Punti          | 103 Los Angeles Lakers 101 Boston Celtics 117 Los Angeles Lakers 118 Boston Celtics 103 Los Angeles Lakers 115 Los Angeles Lakers 99 Boston Celtics 115 Boston Celtics 105 Los Angeles Lakers |             | |

PRECEDENTI NEI PLAYOFF
|  | Boston Celtics (1959) | 1 – 0 | L.A. Lakers |  |

#### Roster
| \| Pos. \| Num. \| Naz. \| Nome \| Altezza \| Peso \| Data nascita \| Provenienza \| \| ---- \| ---- \| ---- \| -------------- \| ------- \| ------ \| ------------ \| ---------------------- \| \| G/AP \| 4 \| \| Braun, Carl \| 196 cm \| 82 kg \| 25-09-1927 \| Colgate \| \| G \| 22 \| \| Butler, Al \| 188 cm \| 79 kg \| 09-07-1938 \| Niagara \| \| G \| 14 \| \| Cousy, Bob \| 185 cm \| 79 kg \| 09-08-1928 \| Holy Cross \| \| A \| 20 \| \| Guarilia, Gene \| 196 cm \| 100 kg \| 13-09-1937 \| George Washington \| \| A/C \| 15 \| \| Heinsohn, Tom \| 201 cm \| 99 kg \| 26-08-1934 \| Holy Cross \| \| G \| 25 \| \| Jones, K.C. \| 185 cm \| 91 kg \| 25-05-1932 \| San Francisco \| \| G/AP \| 24 \| \| Jones, Sam \| 193 cm \| 90 kg \| 24-06-1933 \| North Carolina Central \| \| A \| 18 \| \| Loscutoff, Jim \| 196 cm \| 100 kg \| 04-02-1930 \| Oregon \| \| G \| 21 \| \| Phillips, Gary \| 191 cm \| 86 kg \| 07-12-1926 \| Houston \| \| G/AP \| 23 \| \| Ramsey, Frank \| 191 cm \| 86 kg \| 13-07-1931 \| Kentucky \| \| C \| 6 \| \| Russell, Bill \| 206 cm \| 98 kg \| 12-02-1934 \| San Francisco \| \| A \| 16 \| \| Sanders, Satch \| 198 cm \| 95 kg \| 08-11-1938 \| New York \| | Allenatore - Red Auerbach Assistente/i - Buddy LeRoux Legenda - (C) Capitano - (FA) Free agent - (S) Sospeso - (TW) Contratto Two-way - (GL) Assegnato a squadra G League affiliata - Infortunato Roster • Transazioni · Ultima transazione: 26 marzo 1962 |                        |                |         |        |              |                        |
| Pos. | Num. | Naz.                   | Nome           | Altezza | Peso   | Data nascita | Provenienza            |
| G/AP | 4 | Stati Uniti (bandiera) | Braun, Carl    | 196 cm  | 82 kg  | 25-09-1927   | Colgate                |
| G | 22 | Stati Uniti (bandiera) | Butler, Al     | 188 cm  | 79 kg  | 09-07-1938   | Niagara                |
| G | 14 | Stati Uniti (bandiera) | Cousy, Bob     | 185 cm  | 79 kg  | 09-08-1928   | Holy Cross             |
| A | 20 | Stati Uniti (bandiera) | Guarilia, Gene | 196 cm  | 100 kg | 13-09-1937   | George Washington      |
| A/C | 15 | Stati Uniti (bandiera) | Heinsohn, Tom  | 201 cm  | 99 kg  | 26-08-1934   | Holy Cross             |
| G | 25 | Stati Uniti (bandiera) | Jones, K.C.    | 185 cm  | 91 kg  | 25-05-1932   | San Francisco          |
| G/AP | 24 | Stati Uniti (bandiera) | Jones, Sam     | 193 cm  | 90 kg  | 24-06-1933   | North Carolina Central |
| A | 18 | Stati Uniti (bandiera) | Loscutoff, Jim | 196 cm  | 100 kg | 04-02-1930   | Oregon                 |
| G | 21 | Stati Uniti (bandiera) | Phillips, Gary | 191 cm  | 86 kg  | 07-12-1926   | Houston                |
| G/AP | 23 | Stati Uniti (bandiera) | Ramsey, Frank  | 191 cm  | 86 kg  | 13-07-1931   | Kentucky               |
| C | 6 | Stati Uniti (bandiera) | Russell, Bill  | 206 cm  | 98 kg  | 12-02-1934   | San Francisco          |
| A | 16 | Stati Uniti (bandiera) | Sanders, Satch | 198 cm  | 95 kg  | 08-11-1938   | New York               |

| \| Pos. \| Num. \| Naz. \| Nome \| Altezza \| Peso \| Data nascita \| Provenienza \| \| ---- \| ---- \| ---- \| -------------- \| ------- \| ------ \| ------------ \| -------------------------------- \| \| A \| 22 \| \| Baylor, Elgin \| 196 cm \| 102 kg \| 16-09-1934 \| Seattle \| \| C \| 14 \| \| Felix, Ray \| 211 cm \| 100 kg \| 10-12-1930 \| Manchester (ABL) (United States) \| \| A \| 20 \| \| Hawkins, Tom \| 196 cm \| 95 kg \| 22-12-1936 \| Notre Dame \| \| G \| 33 \| \| Hundley, Rod \| 193 cm \| 84 kg \| 26-10-1934 \| West Virginia \| \| A/C \| 54 \| \| Jolliff, Howie \| 201 cm \| 99 kg \| 20-07-1938 \| Ohio \| \| A/C \| 32 \| \| Krebs, Jim \| 203 cm \| 104 kg \| 08-09-1935 \| Southern Methodist \| \| A/C \| 35 \| \| LaRusso, Rudy \| 201 cm \| 100 kg \| 11-11-1937 \| Dartmouth \| \| G \| 52 \| \| McNeill, Bob \| 185 cm \| 77 kg \| 22-10-1938 \| Saint Joseph's \| \| G/AP \| 11 \| \| Selvy, Frank \| 191 cm \| 82 kg \| 09-11-1932 \| Furman \| \| G/AP \| \| \| Sims, Bob \| 196 cm \| 100 kg \| 09-10-1938 \| Pepperdine \| \| G \| 21 \| \| Smith, Bobby \| 193 cm \| 86 kg \| 20-08-1937 \| West Virginia \| \| G/AP \| 44 \| \| West, Jerry \| 188 cm \| 79 kg \| 28-05-1938 \| West Virginia \| \| C \| 55 \| \| Yates, Wayne \| 203 cm \| 107 kg \| 07-11-1937 \| Memphis \| | Allenatore - Fred Schaus Legenda - (C) Capitano - (FA) Free agent - (S) Sospeso - (TW) Contratto Two-way - (GL) Assegnato a squadra G League affiliata - Infortunato Roster • Transazioni · Ultima transazione: 26 marzo 1962 |                        |                |         |        |              |                                  |
| Pos. | Num. | Naz.                   | Nome           | Altezza | Peso   | Data nascita | Provenienza                      |
| A | 22 | Stati Uniti (bandiera) | Baylor, Elgin  | 196 cm  | 102 kg | 16-09-1934   | Seattle                          |
| C | 14 | Stati Uniti (bandiera) | Felix, Ray     | 211 cm  | 100 kg | 10-12-1930   | Manchester (ABL) (United States) |
| A | 20 | Stati Uniti (bandiera) | Hawkins, Tom   | 196 cm  | 95 kg  | 22-12-1936   | Notre Dame                       |
| G | 33 | Stati Uniti (bandiera) | Hundley, Rod   | 193 cm  | 84 kg  | 26-10-1934   | West Virginia                    |
| A/C | 54 | Stati Uniti (bandiera) | Jolliff, Howie | 201 cm  | 99 kg  | 20-07-1938   | Ohio                             |
| A/C | 32 | Stati Uniti (bandiera) | Krebs, Jim     | 203 cm  | 104 kg | 08-09-1935   | Southern Methodist               |
| A/C | 35 | Stati Uniti (bandiera) | LaRusso, Rudy  | 201 cm  | 100 kg | 11-11-1937   | Dartmouth                        |
| G | 52 | Stati Uniti (bandiera) | McNeill, Bob   | 185 cm  | 77 kg  | 22-10-1938   | Saint Joseph's                   |
| G/AP | 11 | Stati Uniti (bandiera) | Selvy, Frank   | 191 cm  | 82 kg  | 09-11-1932   | Furman                           |
| G/AP | | Stati Uniti (bandiera) | Sims, Bob      | 196 cm  | 100 kg | 09-10-1938   | Pepperdine                       |
| G | 21 | Stati Uniti (bandiera) | Smith, Bobby   | 193 cm  | 86 kg  | 20-08-1937   | West Virginia                    |
| G/AP | 44 | Stati Uniti (bandiera) | West, Jerry    | 188 cm  | 79 kg  | 28-05-1938   | West Virginia                    |
| C | 55 | Stati Uniti (bandiera) | Yates, Wayne   | 203 cm  | 107 kg | 07-11-1937   | Memphis                          |

#### Risultati
| Arbitri: | Sid Borgia Richie Powers |

|                                                                              |            |                                                                                       |
| S. Jones 24                                                                  | Punti      | E. Baylor 35                                                                          |
| B. Cousy 7                                                                   | Assist     | J. West 4                                                                             |
| B. Russell 28                                                                | Rimbalzi   | E. Baylor 17                                                                          |
| Cousy, Heinsohn, Jones, Jones, Loscutoff, Phillips, Ramsey, Russell, Sanders | Formazioni | Baylor, Felix, Hawkins, Hundley, Jolliff, Krebs, LaRusso, McNeill, Selvy, West, Yates |

| Arbitri: | Mendy Rudolph Earl Strom |

|                                                                    |            |                                                                       |
| T. Heinsohn 27                                                     | Punti      | J. West 40                                                            |
| B. Cousy 11                                                        | Assist     | F. Selvy 6                                                            |
| B. Russell 23                                                      | Rimbalzi   | J. Krebs 13                                                           |
| Cousy, Heinsohn, Jones, Jones, Loscutoff, Ramsey, Russell, Sanders | Formazioni | Baylor, Felix, Hawkins, Hundley, Krebs, LaRusso, McNeill, Selvy, West |

| Arbitri: | Sid Borgia Richie Powers |

|                                                              |            |                                                                           |
| E. Baylor 39                                                 | Punti      | B. Russell 26                                                             |
| F. Selvy 5                                                   | Assist     | B. Cousy 8                                                                |
| E. Baylor 23                                                 | Rimbalzi   | B. Russell 32                                                             |
| Baylor, Felix, Hawkins, Hundley, Krebs, LaRusso, Selvy, West | Formazioni | Braun, Cousy, Heinsohn, Jones, Jones, Loscutoff, Ramsey, Russell, Sanders |

| Arbitri: | Sid Borgia Richie Powers |

|                                                                                       |            |                                                                                        |
| E. Baylor 38                                                                          | Punti      | B. Russell 21                                                                          |
| E. Baylor 6                                                                           | Assist     | B. Cousy 13                                                                            |
| E. Baylor 14                                                                          | Rimbalzi   | B. Russell 22                                                                          |
| Baylor, Felix, Hawkins, Hundley, Jolliff, Krebs, LaRusso, McNeill, Selvy, West, Yates | Formazioni | Cousy, Guarilia, Heinsohn, Jones, Jones, Loscutoff, Phillips, Ramsey, Russell, Sanders |

| Arbitri: | Mendy Rudolph Earl Strom |

|                                                                    |            |                                                              |
| T. Heinsohn 30                                                     | Punti      | E. Baylor 61                                                 |
| B. Cousy 10                                                        | Assist     | F. Selvy 5                                                   |
| B. Russell 29                                                      | Rimbalzi   | E. Baylor 22                                                 |
| Cousy, Heinsohn, Jones, Jones, Loscutoff, Ramsey, Russell, Sanders | Formazioni | Baylor, Felix, Hawkins, Hundley, Krebs, LaRusso, Selvy, West |

| Arbitri: | Earl Strom Mendy Rudolph |

|                                                                       |            |                                                                    |
| E. Baylor, J. West 34                                                 | Punti      | S. Jones 35                                                        |
| J. West, R. LaRusso 5                                                 | Assist     | B. Russell 10                                                      |
| E. Baylor 15                                                          | Rimbalzi   | B. Russell 24                                                      |
| Baylor, Felix, Hawkins, Hundley, Jolliff, Krebs, LaRusso, Selvy, West | Formazioni | Cousy, Heinsohn, Jones, Jones, Loscutoff, Ramsey, Russell, Sanders |

| Arbitri: | Sid Borgia Richie Powers |

|                                                                                     |            |                                                                       |
| B. Russell 30                                                                       | Punti      | E. Baylor 41                                                          |
| B. Cousy 9                                                                          | Assist     | E. Baylor, F. Selvy, T. Hawkins 4                                     |
| B. Russell 40                                                                       | Rimbalzi   | E. Baylor 22                                                          |
| Braun, Cousy, Guarilia, Heinsohn, Jones, Jones, Loscutoff, Ramsey, Russell, Sanders | Formazioni | Baylor, Felix, Hawkins, Hundley, Jolliff, Krebs, LaRusso, Selvy, West |

| Campione NBA 1962        |
| ------------------------ |
| Boston Celtics 5º titolo |

#### Hall of famer
| NBA Finals | Atleta        | Squadra        | Anno      |                      |
| ---------- | ------------- | -------------- | --------- | -------------------- |
| Giocatore  | Carl Braun    | Boston Celtics | 2019      | Giocatore            |
| Giocatore  | Bob Cousy     | Boston Celtics | 1971      | Giocatore            |
| Giocatore  | Tom Heinsohn  | Boston Celtics | 1986 2015 | Giocatore Allenatore |
| Giocatore  | K.C. Jones    | Boston Celtics | 1989      | Giocatore            |
| Giocatore  | Sam Jones     | Boston Celtics | 1984      | Giocatore            |
| Giocatore  | Frank Ramsey  | Boston Celtics | 1982      | Giocatore            |
| Giocatore  | Bill Russell  | Boston Celtics | 1975 2021 | Giocatore Allenatore |
| Giocatore  | Satch Sanders | Boston Celtics | 2011      | Contributore         |
| Allenatore | Red Auerbach  | Boston Celtics | 1969      | Allenatore           |
| Giocatore  | Elgin Baylor  | L.A. Lakers    | 1977      | Giocatore            |
| Giocatore  | Jerry West    | L.A. Lakers    | 1980      | Giocatore            |

## Squadra vincitrice
| N° | Naz.                   | Ruolo | Sportivo      |  | Alt. |  |
| -- | ---------------------- | ----- | ------------- |  | ---- |  |
| 4  | Stati Uniti (bandiera) | G     | Carl Braun    |  | 196  |  |
| 6  | Stati Uniti (bandiera) | C     | Bill Russell  |  | 208  |  |
| 14 | Stati Uniti (bandiera) | P     | Bob Cousy     |  | 185  |  |
| 15 | Stati Uniti (bandiera) | AG    | Tom Heinsohn  |  | 201  |  |
| 16 | Stati Uniti (bandiera) | AP    | Satch Sanders |  | 198  |  |
| 18 | Stati Uniti (bandiera) | AP    | Jim Loscutoff |  | 196  |  |
| 20 | Stati Uniti (bandiera) | AP    | Gene Guarilia |  | 194  |  |
| 21 | Stati Uniti (bandiera) | G     | Gary Phillips |  | 189  |  |
| 23 | Stati Uniti (bandiera) | G     | Frank Ramsey  |  | 191  |  |
| 24 | Stati Uniti (bandiera) | G     | Sam Jones     |  | 193  |  |
| 25 | Stati Uniti (bandiera) | G     | K.C. Jones    |  | 185  |  |
|    | Stati Uniti (bandiera) | All.  | Red Auerbach  |  |      |  |

## Statistiche
Aggiornate al 15 agosto 2021.
| Categoria | Singola prestazione | Singola prestazione | Singola prestazione | Media            | Media             | Media | Media |
| Categoria | Giocatore           | Squadra             | Max                 | Giocatore        | Squadra           | Media | PG    |
| --------- | ------------------- | ------------------- | ------------------- | ---------------- | ----------------- | ----- | ----- |
| Punti     | Elgin Baylor        | L.A. Lakers         | 61                  | Elgin Baylor     | L.A. Lakers       | 38,6  | 13    |
| Rimbalzi  | Bill Russell        | Boston Celtics      | 40                  | Wilt Chamberlain | Philad. Warriors  | 26,6  | 12    |
| Assist    | Oscar Robertson     | Cincinnati Royals   | 15                  | Oscar Robertson  | Cincinnati Royals | 11,0  | 4     |